# Edward Chłopicki
Edward Chłopicki (ur. 1826 lub 1830 w Mazuryszki, zm. 13 października 1894 w Warszawie) – polski literat, etnograf.

## Życiorys
Urodził się w 1826 lub 1830 w majątku Mazuryszki pod Wilnem w rodzinie Jana, byłego żołnierza napoleońskiego. Ukończył gimnazjum w Krożach i następnie studiował na Sorbonie i w College de France.
Odbył wiele podróży po Francji i Belgii. Około 1858 powrócił do kraju. Nie zaprzestał podróży krajoznawczych i zwiedził w swoich podróżach krajoznawczych: Inflanty, Żmudź, Litwę i Podlasie. Korespondencję ze swoich wypraw zamieszczał w „Kurierze Wileńskim” pod tytułem „Notatki z różnoczasowych podróży po kraju”. W 1863 relacje z podróży zostały wydane w formie książkowej.
Był cenionym „erudytą i szperaczem”, prowadził korespondencję z J.I. Kraszewskim oraz A.H.Kirkorem. Współpracował z „Gazetą Polską”, „Tygodnikiem Ilustrowanym”, „Kłosami”, „Wiekiem”, „Krajem” i innymi czasopismami.
W 1872 napisał powieść "Dzieje jedynaka" i był tłumaczem literatury francuskiej. Przełożył na język polski "Noc letnią" A.Musseta oraz "Alkad z Zalamei" Pedro Calderona.
Praca dziennikarska oraz podróże nie przynosiły dużych dochodów, dlatego też trudnił się innymi zajęciami. Był guwernerem u Ludwika Zakrzewskiego oraz pracował przy kolei żelaznej w Kownie. Często przebywał na wsi u siostry Zofii Klimańskiej w Dedyliszkach, u Aleksandra Chłopickiego w Józefowie i w Zukiewiczach u Wiktora Hłaski.
Zmarł w nędzy 13 października 1894 w Warszawie i pochowany został na cmentarzu powązkowskim.